# Widarasari
Widarasari is een bestuurslaag in het regentschap Kuningan van de provincie West-Java, Indonesië. Widarasari telt 1422 inwoners (volkstelling 2010).